# گرند اول اپری
گرند اُل اپری (به انگلیسی: Grand Ole Opry) کنسرت هفتگی موسیقی کانتری در نشویل می‌باشد که در ۲۸ نوامبر ۱۹۲۵ توسط جورج دی.‌های به عنوان شوی یک ساعته رادیویی با نام رقص انبار (بارن دنس) تأسیس شد. هم‌اکنون این شو توسط اوپری اینترتینمنت (بخشی از اموال رایمن هاسپیتالیتی)، می‌باشد. این شو طویل‌المدت‌ترین شو رادیوی است که در ایالات متحده به‌طور مستمر پخش شده‌است. این شو به موسیقی کانتری و تاریخ آن اختصاص داده شده شو اوپی ترکیبی از خوانندگان مشهور و معاصر نمودار-تریلر نمایشی کانتری، بلوگراس، عامیانه، انجیلی و کمدی و اجرای اسکیرت‌ها می‌باشد. این شو صدها هزار نفر را از سراسر گیتی جذب کرده و میلیون‌ها نفر از طریق رادیو و اینترنت شنونده و دنبال کننده این شو هستند.
شعار اصلی کنونی اوپی «شوی که موسیقی کانتری را معروف کرد» می‌باشد. دیگر شعارهای شو عبارتند از: «خانه موسیقی آمریکا» و «مشهورترین صحنه کانتری».

## یادداشت
1. ↑  "Radio – Long Players" بایگانی‌شده  در ۵ ژوئن ۲۰۱۱ توسط Wayback Machine.
2. ↑  "NRK article - Barnetimen er gammaldags (The 'Childrens-hour' is old-fashioned) (norwegian)".
3. 1 2  "About The Opry" بایگانی‌شده  در ۲۷ ژوئیه ۲۰۱۶ توسط Wayback Machine.
4. ↑  "Grand Ole Opry" بایگانی‌شده  در ۱۷ ژانویه ۲۰۱۳ توسط Wayback Machine.